# Dolenji Suhor
Dolenji Suhor este o arie protejată (arie specială de conservare — SAC, sit de importanță comunitară — SCI) din Slovenia întinsă pe o suprafață de 6,35 ha, integral pe uscat.

## Localizare
Centrul sitului Dolenji Suhor este situat la coordonatele 45°41′13″N 15°16′37″E / 45.6869°N 15.277°E.

## Înființare
Situl Dolenji Suhor a fost declarat sit de importanță comunitară în aprilie 2013 pentru a proteja 1 specie de animale. Situl a fost protejat și ca arie specială de conservare în aprilie 2015.

## Biodiversitate
Situată în ecoregiunea continentală, aria protejată nu include niciun habitat protejat.
La baza desemnării sitului se află o specie protejată de  mamifere: liliac comun (Myotis myotis).